# Roslyn (Washington)
Roslyn ist eine Stadt (City) im Kittitas County im US-Bundesstaat Washington. Das U.S. Census Bureau hat bei der Volkszählung 2020 eine Einwohnerzahl von 950 ermittelt. Roslyn liegt im Kaskadengebirge, etwa 80 Meilen (128 km) östlich von Seattle.
Die Stadt wurde 1886 als Arbeitersiedlung einer Kohlegrube gegründet. Während des 20. Jahrhunderts wandelte sich die Stadt schrittweise weg von einer Bergarbeiterstadt; heute beruht ihre Wirtschaftsleistung vorrangig auf Forstwirtschaft und Tourismus. Die Stadt war Filmkulisse für The Runner Stumbles, die Fernsehserie Ausgerechnet Alaska (Northern Exposure) und The Man in the High Castle. Ein Großteil der Stadt ist denkmalrechtlich geschützt, und ihre Innenstadt wird seit 1978 im National Register of Historic Places aufgeführt.

## Geschichte

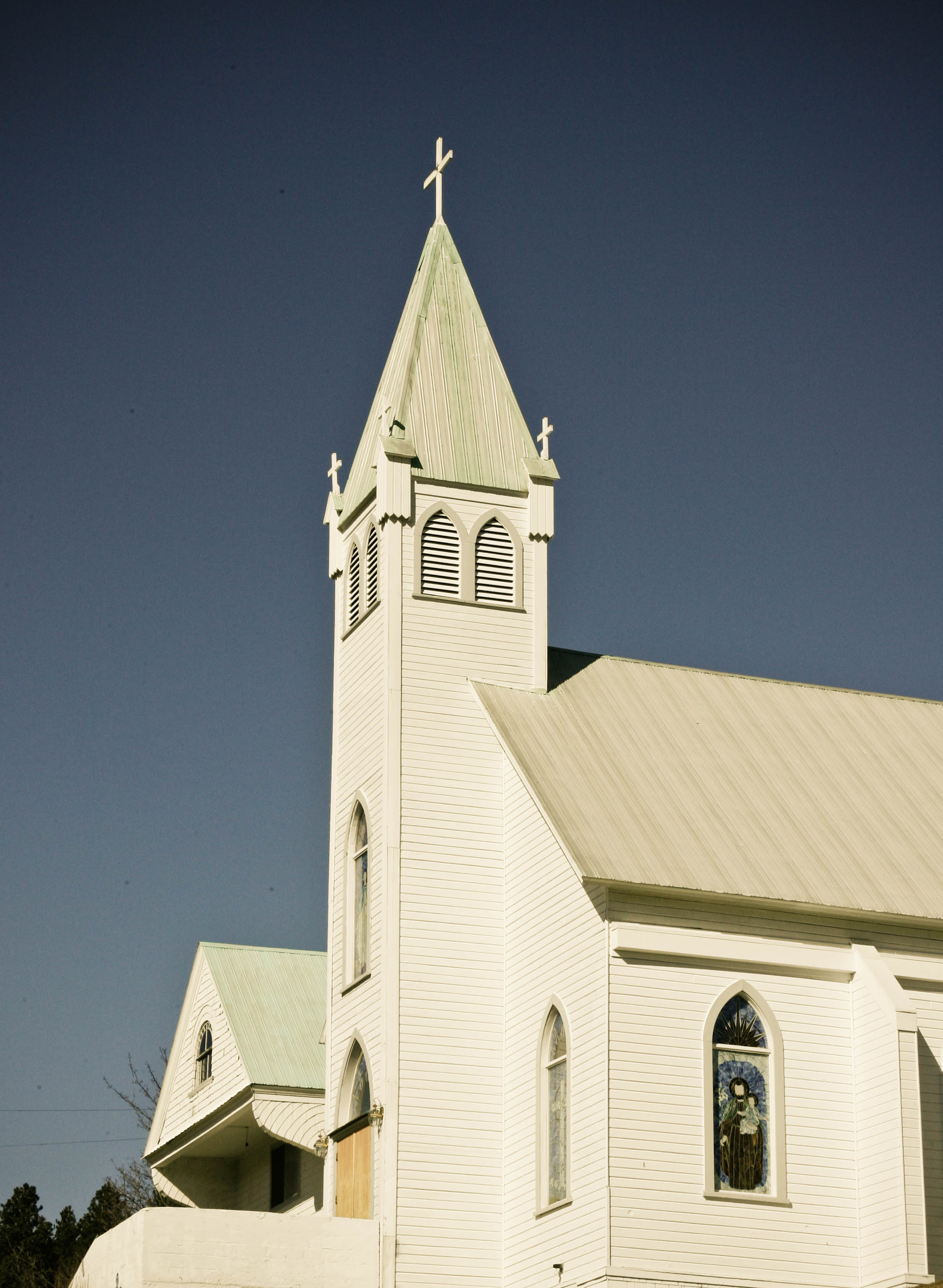
Die Immaculate Conception Church ist Drehort des 1979 gedrehten Films The Runner Stumbles mit Dick Van Dyke und Kathleen Quinlan.

### Anfänge
Kohle-Lager wurden erstmals 1883 im Gebiet von Roslyn entdeckt; 1885 wurde ein mächtiges Flöz am oberen Smith Creek Canyon von C. P. Brosious, Walter J. Reed und Ignatius A. Navarre entdeckt. Roslyn wurde 1886 durch Logan M. Bullet parzelliert, dem Vizepräsidenten der Northern Pacific Coal Company, als die Firma ihre erste kommerzielle Kohleförderung aufnahm, um den Eisenbahnbetrieb zu unterstützen.
Die 1880er Jahre hindurch trieb die Northern Pacific Railway, die Muttergesellschaft der Northern Pacific Coal Company, eine Strecke vom Osten voran, um den Puget Sound über die Kaskadenkette hinweg zu erreichen. Die Northern Pacific führte die Strecke über den Stampede Pass genau westlich an Roslyn vorbei, um Wallula im Osten mit Tacoma im Westen zu verbinden. Eine Lücke von 124 Kilometern verblieb noch 1886. Im Januar dieses Jahres erhielt Nelson Bennett einen Vertrag zum Bau des 3-Meter-Tunnels unter dem Stampede Pass hindurch, der 1888 vollendet wurde. Roslyn, das an der Strecke zum Stampede Pass liegt, lieferte sowohl die Kohle für den Bau der Eisenbahnstrecke als auch für die Unterhaltung des Eisenbahnbetriebs.
Zwischen 1886 und 1929 kamen Arbeitsimmigranten aus Italien, Polen, der Slowakei, Deutschland, Litauen, Slowenien, Serbien und Kroatien wie auch aus England, Irland, Schottland und Wales zur Arbeit in die Minen. Diese Immigranten hielten die Traditionen ihrer Heimatländer aufrecht, wie auf dem historischen Roslyn Cemetery mit seinen 26 unterschiedlichen ethnischen Abteilungen anschaulich wird. Viele heutige Einwohner von Roslyn sind Nachfahren dieser immigrierten Bergleute.
Roslyns Spitzenproduktion an Kohle wurde mit zwei Millionen Tonnen 1910 erreicht. Als Dampflokomotiven zunehmend durch Diesellokomotiven ersetzt wurden, begann in den 1920er Jahren ein Niedergang der Kohleminen. Obwohl die örtlichen Kohlelager weit von der Auskohlung entfernt blieben (etwa 80 % der Kohlevorräte in Roslyn blieben ungefördert), schloss die letzte Mine 1963 wegen mangelnder Profitabilität. Mit dem Verlust der Arbeitsplätze lief ein Exodus der Einwohner einher. Mitte der 1970er Jahre begann Roslyn erneut aufzublühen, als Künstler neben anderen die Wohn- und Geschäftsgebäude der Stadt wieder in Stand setzten und sich ansiedelten. Einige Einwohner besitzen in Roslyn einen Zweitwohnsitz neben ihren Wohnungen am Arbeitsort Seattle oder Tacoma zum Beispiel.
Während Roslyn in den Anfangsjahren eine Arbeitersiedlung war, war das Leben in den frühen Jahren ganz auf die Kohleproduktion ausgerichtet. Die meisten Einwohner arbeiteten entweder für die Northern Pacific Coal Company oder in eine der kleineren Zulieferfirmen, oder sie hatten einen Familienangehörigen dort. Ein Angelpunkt des Stadtlebens war das firmeneigene Geschäft, das heute im National Register of Historic Places aufgeführt ist; es steht nach wie vor an der Ecke First Street / Pennsylvania Avenue.
Wie in vielen US-amerikanischen Städten des 19. Jahrhunderts mit hohem Brandrisiko wütete auch in Roslyn 1888 ein Großbrand, der den Großteil des Geschäftsviertels zerstörte. Viele danach erbaute Gebäude verwendeten Ziegel und Sandstein beim Bau. Einige dieser historischen Gebäude werden noch heute genutzt wie die Brick Tavern von 1889 und das etwa 1890 erbaute Fischer Building.
Während der Tage des Wohlstands baute die Northern Pacific Coal Company den Roslyn Athletic Club für Bergleute und ihre Familien. Er wurde 1902 fertiggestellt und enthielt eine Sporthalle, Versammlungsräume und eine Kegelbahn. Roslyns öffentliche Bibliothek wurde 1898 gegründet und zog 1918 in das Gebäude des Roslyn Athletic Club um. Dort wird sie auch heute noch betrieben.
Die meisten der 500 Wohnhäuser wurden in den 1920er Jahren auf der Eisenbahngesellschaft gehörendem Land gebaut. In den 1920er Jahren bestand das Geschäftsviertel aus vier Gebäudeblocks, von denen etwa ein Dutzend Gebäude als Repräsentanten der Western Frontier Commercial Architecture gelten können. Roslyn zeigt in seinen historischen Bauten viele Beispiele viktorianischer Eleganz wie auch einfacher Bergarbeiter-Hütten. Die Stadt Roslyn wird seit 1978 im National Register of Historic Places aufgeführt. Kürzlich wurde die Gemeindeverwaltung von Roslyn zertifiziert. Ihre Historic Preservation Commission restaurierte das Roslyn Cafe, eine lokale Sehenswürdigkeit.

### Streik der „Knights of Labor“ von 1888

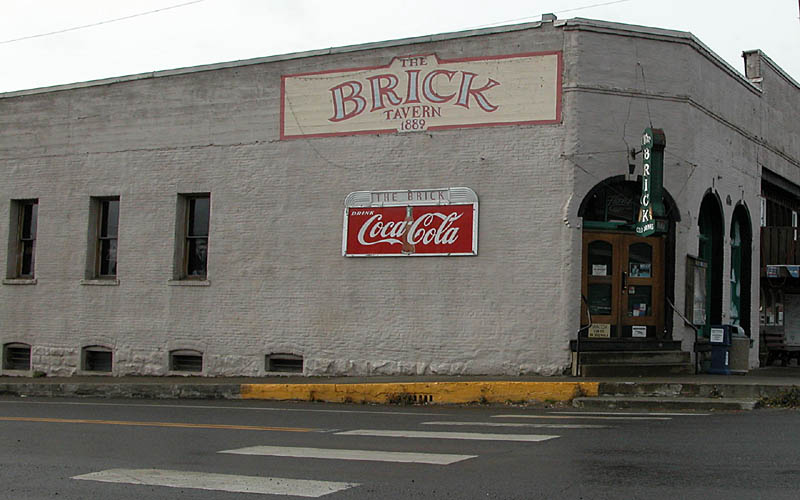
Die Brick Tavern ist die älteste ununterbrochen betriebene Kneipe im Bundesstaat und wurde prominent in der Fernsehserie Ausgerechnet Alaska (1990 bis 1995) eingesetzt. Roslyn wurde als Kulisse der fiktiven Stadt Cicely (Alaska) in der erfolgreichen CBS-Serie genutzt.

Spannungen zwischen Management und Belegschaft der Minen in Roslyn entluden sich im Sommer 1888 als das Management eine Reihe von Mitgliedern der Gewerkschaft entließ, die höhere Löhne gefordert hatten. Diese Entlassungen führten zu einem Streik der Knights of Labor, die den Betrieb in den Minen einstellten.
Statt sich mit den Forderungen der Streikenden auseinanderzusetzen, rekrutierte die Northwest Coal Company, die den Bergbau in der Mine No. 3 im wenige Meilen entfernten Ronald betrieb, mehr als 300 schwarze Arbeiter in Virginia, North Carolina und Kentucky als Streikbrecher und transportierte sie per Sonderzug quer durch den Kontinent nach Roslyn. Dies stellte den bis zu diesem Zeitpunkt größten Zuwachs an afroamerikanischer Bevölkerung in Washington dar.
Achtundvierzig durch die Northwest Coal Company engagierte Bewaffnete eskortierten die ersten 50 Streikbrecher nach Roslyn. Die Rekrutierung der Bewaffneten erregte das Interesse von Gouverneur Eugene Semple, der über die Aufstellung einer derart großen privaten Miliz in seinem Territorium (Washington wurde erst 1889 Bundesstaat) erschüttert war.
Semple war der Bürgerwehren überdrüssig, hatte er doch gerade 1887 einen Waffenstillstand in den Salmon Wars („Lachs-Kriege“) ausgehandelt. Die Salmon Wars waren eine Reihe von Auseinandersetzungen zwischen Siedlern aus Washington und Oregon über die Fischrechte im Columbia River. Die Kämpfe zwischen den bewaffneten Fischern und die Intervention der territorialen Miliz machten die Gefahr deutlich, die von Privatarmeen bei gleichzeitig schlechter Aufstellung der Milizen des Territoriums ausgeht.
Die Washington-Miliz litt unter fehlender Unterstützung, mangelnder Ausbildung und einer fehlenden klaren Kommando-Struktur. Semple kämpfte mit der Miliz während seiner gesamten Amtszeit als Gouverneur des Territoriums, was zeitweise von den eigenen Offizieren untergraben wurde, bis hin zum Truppen-Aufmarsch gegen ihn. Da die Miliz bis zum Januar 1888 nicht als offizielle Nationalgarde von Washington aufgestellt war, standen Semple zur Zeit der Streiks in Roslyn nur schlecht ausgebildete und schlecht ausgerüstete bewaffnete Einheiten zur Verfügung.
Semple befahl Sheriff Samuel T. Packwood, die Situation in Roslyn zu untersuchen und einen für die Regierung rechtskonformen Weg der Entwaffnung der Privatarmee zu finden. Packwood verhaftete alle 48 Bewaffneten zusammen mit den schwarzen Streikbrechern unter Anklage des widerrechtlichen Zutritts. Packwood nutzte dabei die anhaltenden Streitigkeiten zwischen der Northwest Coal Company und dem Siedler Alexander Ross über den Landbesitz. Die Angelegenheit war seit der Entdeckung der Kohlevorkommen drei Jahre zuvor strittig.
Als die Gefangenen zur Verhandlung freigelassen wurden, errichteten sie eine Barrikade aus Holz und Stacheldraht auf dem Minengelände. An diesem Punkt beorderte Semple eine Miliz-Einheit zur Unterstützung nach Roslyn. Semple versuchte die Bürgerwehr als Landstreicher zu verhalten, da sie im Territorium keiner offiziell anerkannten Arbeit nachgingen.
Der Streik wurde schließlich beendet und die afroamerikanischen Streikbrecher in der Gemeinde Roslyn assimiliert. Viele Fotos in lokalen Archiven und Augenzeugenberichte belegen die ethnische Harmonie in der Gemeinde in den folgenden Jahrzehnten. Es gab nur Einzelfälle von Rassentrennung.

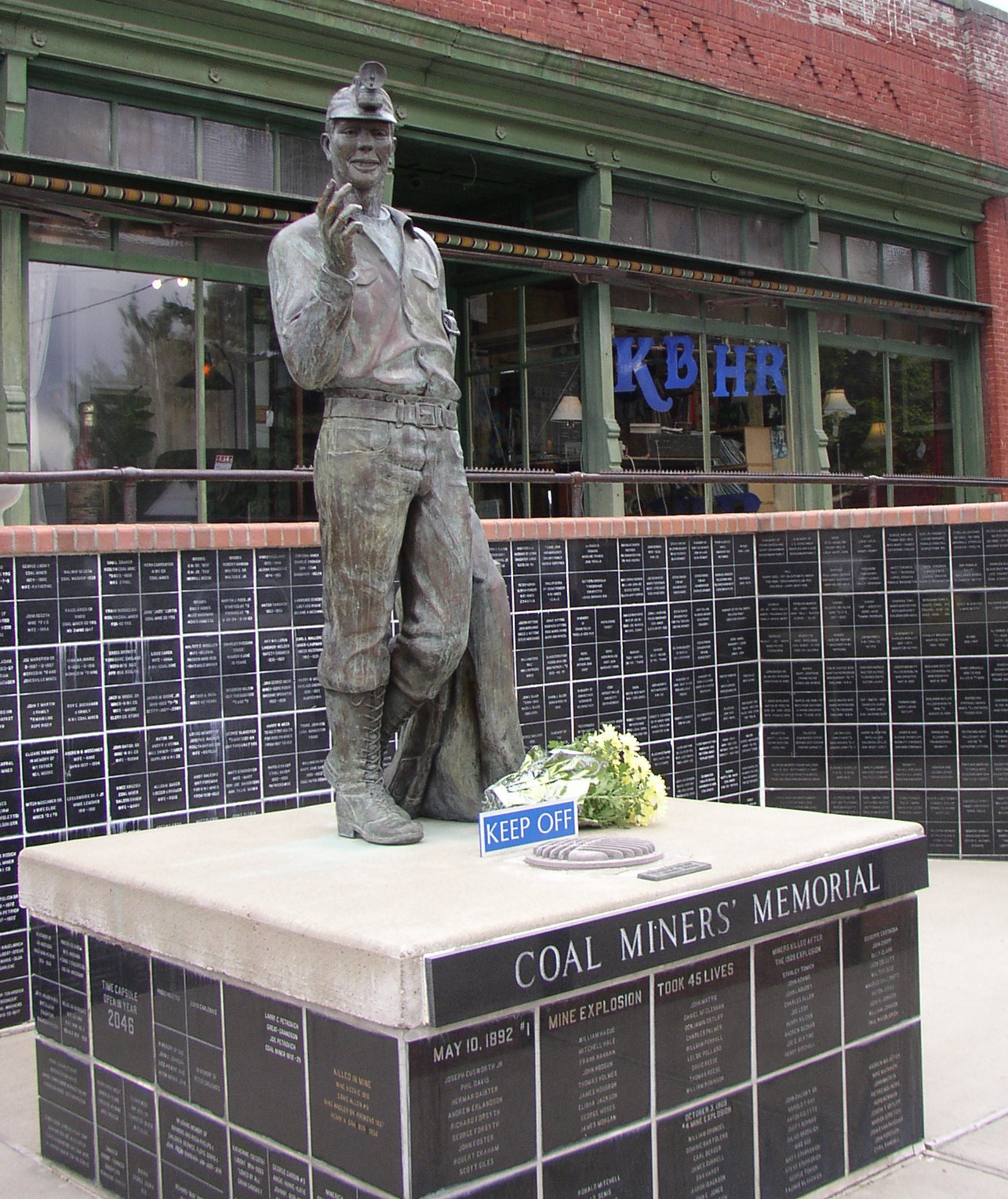
Das Coal Miners' Memorial in Roslyn. Zu beachten ist das Film-Set der Fernsehserie Ausgerechnet Alaska im Hintergrund.

### Minen-Unfall von 1892
1892 wurden 45 Bergleute bei einer Explosion in der Mine No. 1 nahe Roslyn getötet, der schwerste Unfall im Bergbau in der Geschichte des Staates Washington.

### Bankraub der „McCarty-Gang“ 1892
Am 24. September 1892 überfiel eine Gruppe von sechs als „McCarty-Gang“ bekannten Banditen die Zweigstelle der Ben Snipes Bank aus Ellensburg in Roslyn. Drei der Männer standen mit den Pferden auf Posten, während die anderen drei in die Bank eindrangen. Einer begann den Tresor mit einer ungenannten Menge Geldes zu leeren, während die anderen beiden die Bankangestellten in Schach hielten; sie schossen den Schalter-Assistenten in die Hüfte und schlugen mehrere Unbeteiligte auf ihrem Weg nach draußen nieder. Sie hatten einen sauberen Abgang.
Am folgenden Tag wurden mehrere Männer der Gang im Bahnhof der Northern Pacific Railway in Cle Elum gesehen, wo die Lohngelder der Bergleute von Roslyn in den Zug verladen wurden. Der Sheriff wurde unterrichtet und heuerte eine posse comitatus (Hilfskräfte) an, die die Banditen stellen sollten. Es folgte ein kurzer Schusswechsel, aber die Räuber entkamen. Es ist nicht bekannt, ob jemand verletzt wurde. Mehrere verlassene Pferde und ein Lager wurden von einem Suchtrupp entdeckt, nicht jedoch die Räuber. Die gesamte Gang wurde später von einer Frau eines der Führer ausgeliefert. Sie wurden vor Gericht gestellt, aber aufgrund einer hung jury, einer Jury, die keine Einstimmigkeit oder wenigstens qualifizierte Mehrheit finden konnte, freigelassen.
Mehrere der McCartys wurden später bei einem versuchten Bankraub in Colorado getötet.

### Roslyns ethnische Friedhöfe

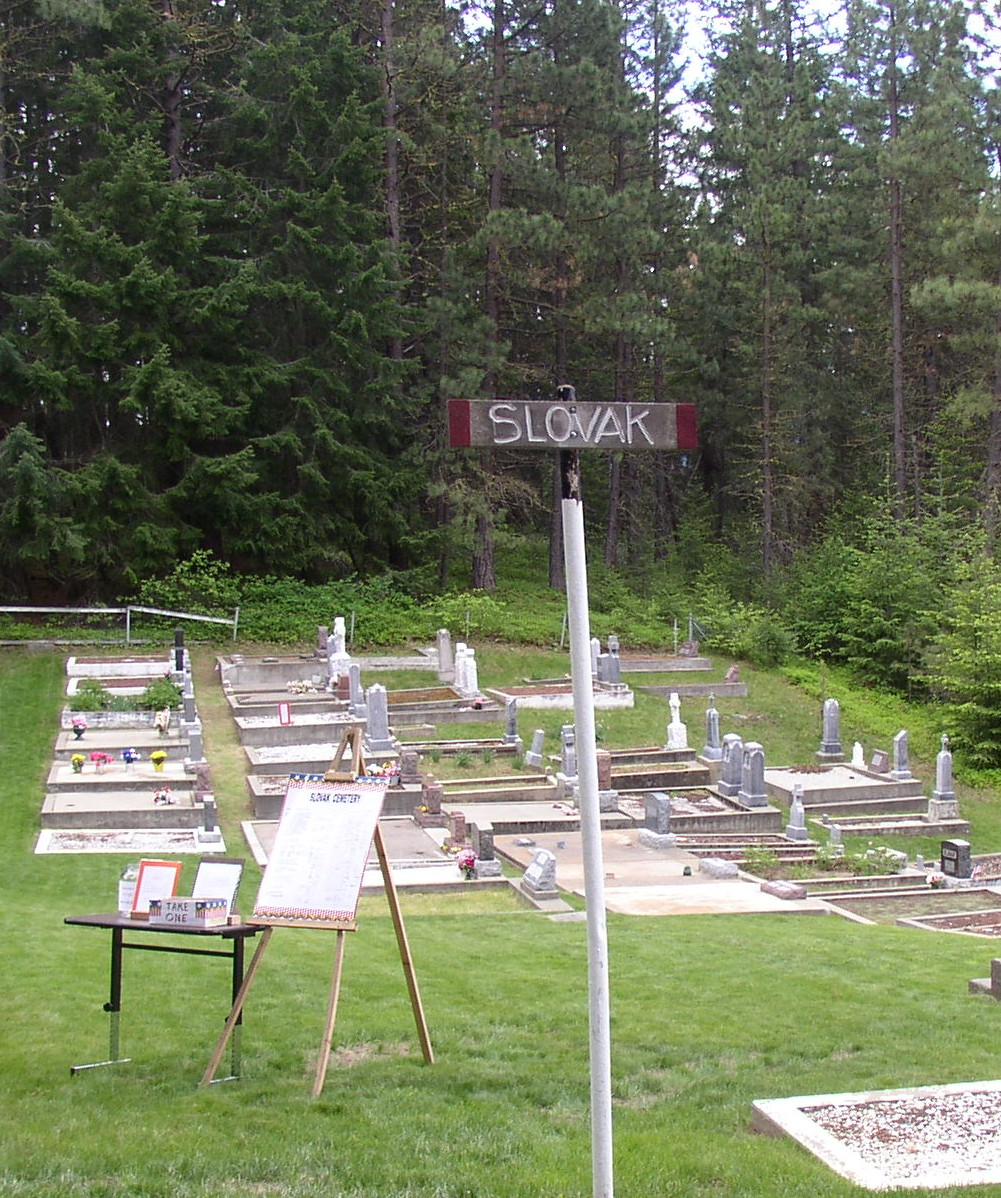
Roslyns historischer Friedhof ist in 26 ethnische Felder wie den hier abgebildeten slowakischen eingeteilt.

Der Roslyn Cemetery ist aus 26 separaten aneinander angrenzenden Feldern zusammengesetzt, welche die Diversität der frühen Einwanderer-Gemeinschaft reflektieren. Er wurde 1978 in das National Register of Historic Places aufgenommen. In Wäldern und Hügeln oberhalb der Hauptstraße auf 61.000 m² angeordnet wurde das Land durch Schenkung oder Ankauf von der Northern Pacific Company an religiöse, ethnische oder bürgerliche Organisationen zur Bestattung ihrer Mitglieder übergeben.
Der Independent Order of Odd Fellows (IOOF), die Knights of Pythias Lodge, die Soloka Lodge, der Wanapum Tribe 28, der Improved Order of Redmen, die Cacciatori d’Africa (wörtlich: Afrikanische Jäger – eine italienische Loge), die Croatian Fraternal Union Lodge No. 56, die SNF Lodge No. 79 (gleichfalls kroatisch), die St. Barbara Lodge No. 39 (griechisch-katholisch) und die Dr. David Starcevich Lodge No. 56 (kroatisch) gehören zu den auf dem Friedhof repräsentierten Organisationen und Ethnien. Mindestens 24 Nationen sind auf den nahezu 5.000 Gräbern repräsentiert.

### Ära nach dem Bergbau

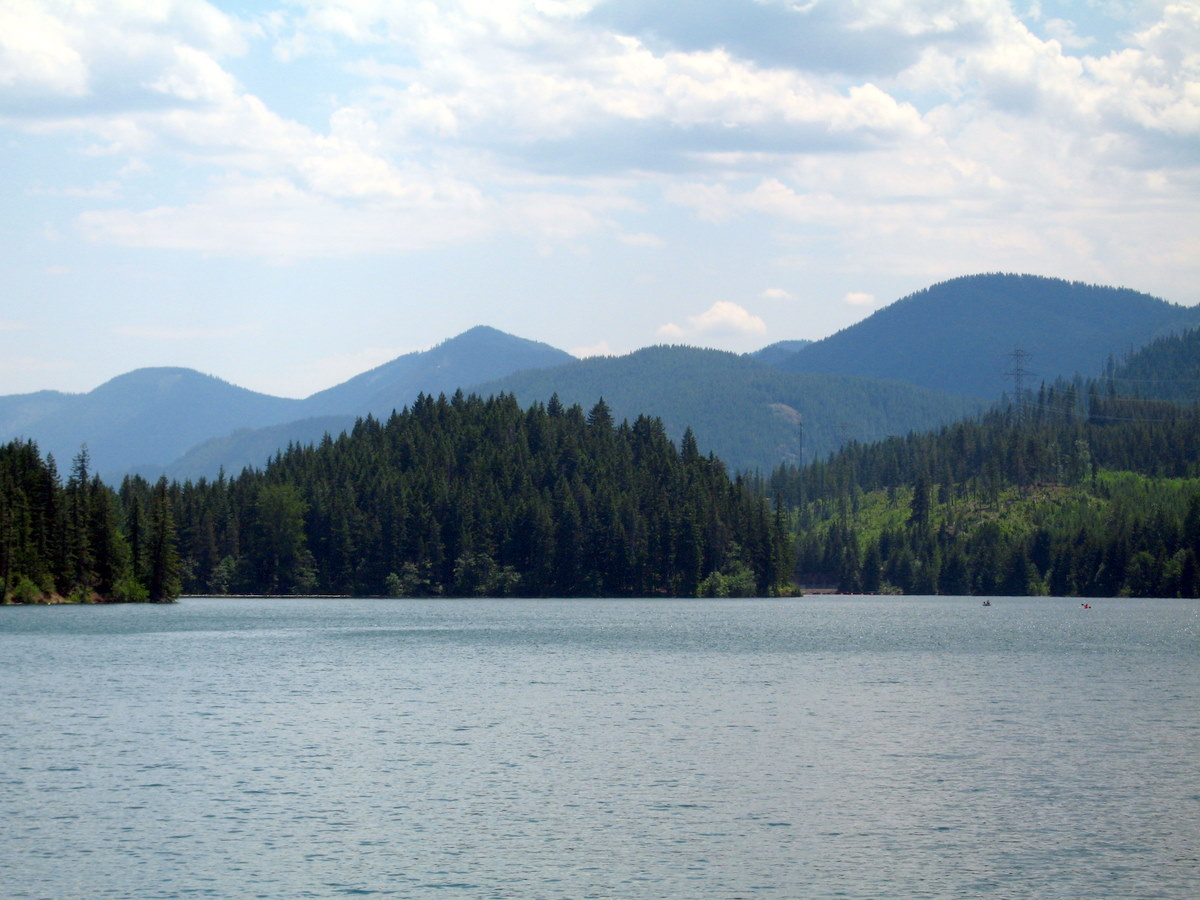
Lake Cle Elum nahe Roslyn ist ein ganzjährig beliebtes Ziel für Erholungssuchende.

Obwohl Roslyn an seiner von Bergbau und Holzfällerei geprägten Vergangenheit hängt, wurde aus der Stadt ein Ziel für Touristen und Erholungssuchende. Einen echten touristischen Aufschwung erlebte die Stadt mit der Nutzung als Filmkulisse für The Runner Stumbles und Ausgerechnet Alaska. Die Nähe der Stadt zu Seattle macht die Stadt zum beliebten Ferienziel.
Nicht weniger als 2.000 luxuriöse Heime werden in der Nähe errichtet, die die Bevölkerung der alten Stadt potenziell ergänzen könnten. Die einst von der Plum Creek Timber Company bewirtschafteten Wälder wurden an zwei Entwicklungsgesellschaften verkauft, die wiederum in den Grenzen von Roslyn eine „Golfplatz-Gemeinde“ mit Häusern und Eigentumswohnungen errichten. Die neue Gemeinde wird Suncadia genannt. Wie in anderen kleinen Städten, die durch kapitalkräftige Projekte und externes Investment verändert wurden, wird auch für Roslyn ein bedeutender Entwicklungsschub erwartet.
Die Eisenbahnstrecken in Roslyn wurden zurückgebaut und durch den Coal Mines Trail ersetzt, welcher von Cle Elum über Roslyn nach Ronald verläuft. Ein Gang auf dem Trail erlaubt des Besuchern einen Blick auf die Reste der Kohlegruben und die Bahnhofsgebäude. Das Roslyn Museum beherbergt eine große Kollektion von Fotos und Bergbau-Devotionalien; es bietet eine Ausstellung zu Roslyns einzigartigem ethnischen Friedhof.
Erst in jüngster Zeit sind Erholung und Tourismus zu Treibern des wirtschaftlichen Lebens geworden. Die Geschäftswelt musste mehr Besucher für die jährlichen Festivals interessieren, zu denen u. a. das Manly Man Festival im Juni, das Pioneer Days Picnic und das Coal Mining Festival mit der Coal Mining History Week im August gehören.

## Roslyn in den Medien
- The Runner Stumbles, ein Film von 1979 mit Dick Van Dyke und Kathleen Quinlan, wurde in Roslyn gedreht. Zahlreiche Einwohner agierten als Komparsen. Der Film wurde von Stanley Kramer gedreht und produziert sowie von der Twentieth Century Fox realisiert. Zuschauer des Films, die nach Roslyn kamen, blieben oft an der Immaculate Conception Church, die aus dem Film bekannt war, stehen.
- Für Ausgerechnet Alaska (1990–95), eine erfolgreiche Fernsehserie der CBS, wurden die Außenaufnahmen der fiktiven Stadt Cicely (Alaska) in Roslyn und der Umgebung gedreht. In der Eröffnungssequenz werden das Roslyn Cafe und ein Elch gezeigt, der von der Washington State University zur Verfügung gestellt wurde. Viele Einwohner stellten Komparsen in der Show dar, einige spielten auch kleinere Rollen. Die Beziehung zu Ausgerechnet Alaska ist ein Touristenmagnet; viele Geschäfte vor Ort benutzen die Serie als Thema ihrer Produkte.
- Die Band Bon Iver mit der Sängerin St. Vincent schrieb und produzierte 2009 das Lied „Roslyn“, das nach der Stadt benannt ist. Der Song gehört zum Soundtrack der zweiten Folge der Twilight-Saga, dem Film New Moon.
- Die TV-Adaptation des Romans The Man in the High Castle von Philip K. Dick, einer Produktion der Amazon Studios, wurde 2014 in Roslyn gedreht, welches in der Serie als Canon City (Colorado) auftaucht.[9]

## Geographie
Es liegt etwa 134 km (83 mi) – etwa eine Stunde und fünfundzwanzig Minuten – ostsüdöstlich von Seattle. Nach dem United States Census Bureau nimmt die Stadt eine Gesamtfläche von 11,32 km² ein, worunter keine Wasserflächen sind.

## Demographie
| Jahr | Einwohner¹ |
| ---- | ---------- |
| 1890 | 1.484      |
| 1900 | 2.786      |
| 1910 | 3.126      |
| 1920 | 2.673      |
| 1930 | 2.063      |
| 1940 | 1.743      |
| 1950 | 1.537      |
| 1960 | 1.283      |
| 1970 | 1.031      |
| 1980 | 938        |
| 1990 | 869        |
| 2000 | 1.017      |
| 2010 | 893        |
| 2020 | 950        |

¹ 1890–2020: Volkszählungsergebnisse

### Census 2000
Nach der Volkszählung von 2000 gab es in Roslyn 1.017 Einwohner, 467 Haushalte und 249 Familien. Die Bevölkerungsdichte betrug 82,3 pro km². Es gab 623 Wohneinheiten bei einer mittleren Dichte von 50,4 pro km².
Die Bevölkerung bestand zu 95,87 % aus Weißen, zu 0,79 % aus Afroamerikanern, zu 1,38 % aus Indianern, zu 0,39 % aus Pazifik-Insulanern, zu 0 % aus anderen „Rassen“ und zu 1,57 % aus zwei oder mehr „Rassen“. Hispanics oder Latinos „jeglicher Rasse“ bildeten 1,38 % der Bevölkerung. Nach ihrer Herkunft identifizierten sich 2000 17,9 % als Deutsche, 15,9 % als Engländer, 10,3 % als Iren, 7,1 % als Norweger, 6,6 % als Amerikaner, 5,7 % als Kroaten, 5,7 % als Schottisch-Irisch und 5,1 % als Italiener.
Von den 467 Haushalten beherbergten 25,7 % Kinder unter 18 Jahren, 43,9 % wurden von zusammen lebenden verheirateten Paaren, 6,2 % von alleinerziehenden Müttern geführt; 46,5 % waren Nicht-Familien. 37,9 % der Haushalte waren Singles und 18,2 % waren alleinstehende über 65-jährige Personen. Die durchschnittliche Haushaltsgröße betrug 2,18 und die durchschnittliche Familiengröße 2,89 Personen.
Der Median des Alters in der Stadt betrug 42 Jahre. 21,9 % der Einwohner waren unter 18, 6,5 % zwischen 18 und 24, 26,9 % zwischen 25 und 44, 26,6 % zwischen 45 und 64 und 18 65 Jahre oder älter. Auf 100 Frauen kamen 96 Männer, bei den über 18-Jährigen waren es 90,9 Männer auf 100 Frauen.
Alle Angaben zum mittleren Einkommen beziehen sich auf den Median. Das mittlere Haushaltseinkommen betrug 35.313 US$, in den Familien waren es 45.179 US$. Männer hatten ein mittleres Einkommen von 32.379 US$ gegenüber 25.625 US$ bei Frauen. Das Pro-Kopf-Einkommen betrug 18.412 US$. Etwa 8,2 % der Familien und 12,6 % der Gesamtbevölkerung lebte unterhalb der Armutsgrenze; das betraf 9,1 % der unter 18-Jährigen und 15,5 % der über 65-Jährigen.

### Census 2010
Nach der Volkszählung von 2010 gab es in Roslyn 893 Einwohner, 437 Haushalte und 224 Familien. Die Bevölkerungsdichte betrug 78,9 pro km². Es gab 648 Wohneinheiten bei einer mittleren Dichte von 57,3 pro km².
Die Bevölkerung bestand zu 95,1 % aus Weißen, zu 0,4 % aus Afroamerikanern, zu 1,1 % aus Indianern, zu 0,6 % aus Asiaten, zu 0,1 % aus anderen „Rassen“ und zu 2,7 % aus zwei oder mehr „Rassen“. Hispanics oder Latinos „jeglicher Rasse“ bildeten 2,7 % der Bevölkerung.
Von den 437 Haushalten beherbergten 22,2 % Kinder unter 18 Jahren, 39,8 % wurden von zusammen lebenden verheirateten Paaren, 8,5 % von alleinerziehenden Müttern und 3 % von alleinstehenden Vätern geführt; 48,7 % waren Nicht-Familien. 39,6 % der Haushalte waren Singles und 13,1 % waren alleinstehende über 65-jährige Personen. Die durchschnittliche Haushaltsgröße betrug 2,04 und die durchschnittliche Familiengröße 2,73 Personen.
Der Median des Alters in der Stadt betrug 43,2 Jahre. 18,4 % der Einwohner waren unter 18, 5,2 % zwischen 18 und 24, 29,1 % zwischen 25 und 44, 32,2 % zwischen 45 und 64 und 15,1 65 Jahre oder älter. Von den Einwohnern waren 52,6 % Männer und 47,4 % Frauen.

## Sehenswürdigkeiten in Roslyn
- Old City Hall & Library – Beim Nisqually-Erdbeben von 2001 schwer beschädigt wird das bedeutende öffentliche Gebäude im National Register of Historic Places als Anker für den Roslyn Historic District geführt. Die Stadt Roslyn und die Friends of the Roslyn Library haben eine gemeinsame Rekonstruktion und Renovierung beschlossen.
- Roslyn Museum – An der Pennsylvania Avenue gelegen stellt das Museum Geräte aus den glorreichen Tagen der Bergbau-Ära in großartiger Weise zur Schau.
- Historic Coal Mines – Besucher können im Gemeindebüro von Roslyn an der Ecke Pennsylvania Avenue / First Street Informationen über Touren zu den historischen Kohlebergwerken erhalten. In die Minen hinein führen allerdings keine Touren.
- Roslyn Sunday Market – Jeden Sonntag von Juni bis September findet dieser Markt für landwirtschaftliche und handwerkliche Produkte an der Pennsylvania Avenue statt und bietet eine Auswahl von lokal erzeugtem Obst, Gemüse, Kunst, Kunsthandwerk und lokalen Spezialitäten.
- Immaculate Conception Church – Liegt an der Idaho Street/ „B“ Street und überragt Roslyn; diese römisch-katholische Kirche mit ihrem Turm ist ein wichtiger Orientierungspunkt in der Stadt. Sie wurde 1887 gebaut; bis heute werden sonntags Messen abgehalten. Die Kirche wurde in einigen Szenen des 1979 gedrehten Films The Runner Stumbles gezeigt.
- Storefront Studio – Dieses jährliche Projekt ist eine Gemeinschaftsarbeit der Roslyn Downtown Association mit der Architektur-Abteilung der University of Washington. Jedes Jahr (normalerweise von April bis Mai) arbeiten eine Anzahl von Studenten mit Angestellten der Betriebe, der Stadt und von Vereinen an realen Projekten zu kleinteiliger Architektur, Planung, Kunst am Bau oder Landschaftsgestaltung. Weitere Informationen sind im Roslyn Visitor Center erhältlich.
- Coal Mines Trail – Vom nahen Cle Elum aus passiert der Wander- und Spazierweg Roslyn, bevor er in Ronald endet. Der Trail folgt der originalen Trasse der Northern Pacific Railway. Einen Zugang gibt es am östlichen Ende der Pennsylvania Avenue.
- Coal Miners' Memorial – Gegenüber dem heutigen Rathaus erinnert dieses Denkmal an die Bergleute, die unter Tage ihr Leben verloren.
- Cicely's Gift Shop – Gegründet wurde dieser Laden 1989 ursprünglich in einer 2,7 × 3,35 m² (9' × 11') großen früheren Kohlenwaage im Hinterhof einer Parzelle in der 2nd Street von Marianne Milos Ojurovich. 1995, nach dem Ende der Dreharbeiten von Ausgerechnet Alaska, zog der Laden an seinen heutigen Standort, dem früheren Set von „Dr. Fleischmans Büro“, das so original wie möglich erhalten wurde.
- The Brick Tavern – 1889 von John Buffo und Peter Giovanni eröffnet. Die Kneipe wurde 1898 unter Verwendung von 45.000 Ziegeln (englisch: bricks) erneut aufgebaut und wird seit dem „The Brick“ genannt. Sie gilt als älteste durchgängig betriebene Kneipe in Washington.[13] Das Gebäude wurde als Kulisse für eine fiktive Kneipe desselben Namens in der Fernsehserie Ausgerechnet Alaska in den 1990er Jahren genutzt.
- Roslyn Cemetery – Nach der Zugehörigkeit (Knights of Labor, Elks, IOOF, Red Men etc.) und dem Herkunftsland (Kroatien, Italien, Polen, Slowakei etc.) eingeteilte Felder des Friedhofs geben einen historischen Blick auf Roslyn.
- Ronald (Washington) – Etwa zwei Meilen (3,2 km) westlich von Roslyn wurde diese Stadt über der Mine No. 3 erbaut, dem Schauplatz des Streiks und der Streikbrecher von 1892.
- Cle Elum Lake & Salmon La Sac – Lake Cle Elum ist ein ganzjährig beliebtes Ziel für Erholungssuchende mit Möglichkeiten für Camping, Wandern, Querfeldein-Skifahren, Schneemobil-Fahren, Bootfahren und Aktivitäten in der Wildnis. Salmon La Sac ist ein naturbelassener Abschnitt des Cle Elum River, der für Kayak-Rennen genutzt wird; er dient gleichzeitig als Zugang zu den nahegelegenen Wildnisgebieten und Landschaften.